# Montpelvouxita
La montpelvouxita és un mineral de la classe dels sulfurs.

## Característiques
La montpelvouxita és una sulfosal de fórmula química AgPb₁₆Sb₂₇As₁₈S₈₄. Va ser aprovada com a espècie vàlida per l'Associació Mineralògica Internacional l'any 2023, i encara resta pendent de publicació. Cristal·litza en el sistema triclínic.
L'exemplar que va servir per a determinar l'espècie, el que es coneix com a material tipus, es troba conservat a les col·leccions mineralògiques del departament mineralògic-petrogràfic del Museu d'Història Natural de Viena (Àustria), amb el número de catàleg: o 2596.

## Formació i jaciments
Va ser descoberta a Jas Roux, als municipis de La Chapèla i Gap, als Alts Alps (Provença-Alps-Costa Blava, França), sent el primer indret a tot el planeta on ha estat descrita aquesta espècie mineral.